# Elen Levon
Elen Levon (ur. 13 lipca 1994 na Ukrainie) – australijska piosenkarka muzyki dance.

## Wczesne życie
Elen Levon urodziła się 13 lipca 1994 roku na Ukrainie. Krótko po urodzeniu jej rodzice wyjechali do Sydney w Australii. Elen chodziła do Reddam House College w Bondi (Nowa Południowa Walia), ale od października 2011 roku uczyła się w domu. W wieku 3 lat zaczęła śpiewać i tańczyć w szkole baletowej. W wieku 6 lat zaczęła grać na pianinie.

## Single
- 2011: „Naughty” (feat. Israel Cruz)
- 2012: „Like A Girl In Love”
- 2012: „Dancing to the Same Song”
- 2012: „Save my Life” (feat. Israel Cruz)
- 2013: „Wild Child”
- 2013: „Over My Head”
- 2014: „Kingdom”
- 2014: „Cool Enough” (feat. Spada)